# Kamala Harris 2024-es elnökválasztási kampánya
Kamala Harris 2024-es elnökválasztási kampánya 2024. július 21-én kezdődött meg, miután Joe Biden elnök visszalépett újraválasztási kampányától és bejelentette, hogy alelnökét fogja támogatni. A szavazás republikánus győzelemmel zárult, Donald Trump elnökjelölt megszerezte a megválasztásához szükséges többséget az elektori kollégiumban.
Harris a Demokrata Párt tagja, 2016-ban lett országszerte ismert, mikor elindult Kalifornia állam szenátori posztjáért. 2019-ben elindult a 2020-as elnökválasztás demokrata jelöltségéért is, de biztos pénzügyi háttér hiányában még ugyanabban az évben visszalépett. Ezt követően Joe Bident támogatta és a korábbi alelnök őt is választotta alelnökjelöltjének. Választási győzelmük után Harris lett az ország első női, afroamerikai és indiai-amerikai alelnöke.
Harris belpolitikája hasonlít Bidenéhez, támogatja a nők abortuszhoz való jogát, az LMBTQ-közösség jogait, illetve fontosnak tartja a éghajlatváltozás elleni küzdelmet. Támogatója ezek mellett a bevándorlási rendszer reformálásának. Külpolitikája szintén hasonlít Bidenhez, ellenzője Kínának és Oroszország Ukrajna elleni inváziójának, de sokkal inkább együttérző volt a palesztinokkal az Izrael–Hamász háború közben, mint az elnök. Gazdasági politikája sokkal inkább populista, különbözik Bidentől.
Harris az első afroamerikai nő és az első ázsiai-amerikai, akit az egyik nagy párt elnöknek jelölt.
Július 22-én megszerzett elég delegáltat, hogy a párt feltételezett jelöltje legyen, a párt hivatalos szavazását augusztus 5-én rendezték meg, még a Demokrata Nemzeti Gyűlés előtt.

## Háttér
Harris első kampányát az elnökségért 2019 januárjában kezdte meg, akkor Kalifornia szenátoraként. A jelölti viták közben riválisai kritizálták főügyészi karrierje miatt, leginkább korábbi véleményeiről a kannabiszról, készpénzóvadékról és rendőri túlkapásokkal kapcsolatban. Novemberben kezdett el egyértelmű lenni közvélemény-kutatások és pénzügyi problémák következtében, hogy kampánya lassan véget érhet. Ennek következtében 2019 decemberében visszalépett az előválasztástól. 2020. március 8-án kijelentette, hogy Bident fogja támogatni, augusztus 11-én a korábbi alelnök őt választotta alelnökjelöltjének. A választás megnyerése után 2021. január 20-án Harris lett az ország első női alelnöke.
2023 októberében Harris nem volt hajlandó nyilatkozni arról, hogy mi történne, ha Joe Biden, a Demokrata Párt akkor valószínű elnökjelöltje, visszalépne a választástól. Biden életkorát a republikánusok gyakran használták kritikájuk középpontjaként. 2024. június 27-én, az első elnökjelölti vita után, az aggodalmak Biden képességeiről bővültek, miután az elnök teljesítménye nagyon gyenge volt. Biden eredetileg nagyon agresszívan reagált a javaslatokra, hogy lépjen vissza. Június 28-án a New York magazin kiadott egy cikket, amiben azt írták, hogy ugyan a legtöbb demokrata nem Harrist szeretné Biden utódjaként, támogatottsága sokkal magasabb volt, mint Bidené vagy más – esetleges – 2028-as jelölteké, mint Gavin Newsom.
Közösségi média oldalakon felhasználók, akik az alelnököt szerették volna jelöltjükként, elkezdtek megosztani egy videót Harrisről, amiben egy sajtótájékoztató közben a következőt mondja: „Úgy gondolod, hogy csak leestél egy kókuszpálmáról? Azon minden kontextusában létezel, amiben élsz és minden, ami előtted volt,” melynek jelentése, hogy egy embert nem csak saját tettei határozzák meg, hanem környezete is. A videóból mém lett, aminek következtében Harris kampányának egyik szimbóluma a kókuszdió lett, és nagy szerepet játszott esetleges jelöltségének népszerűségében.

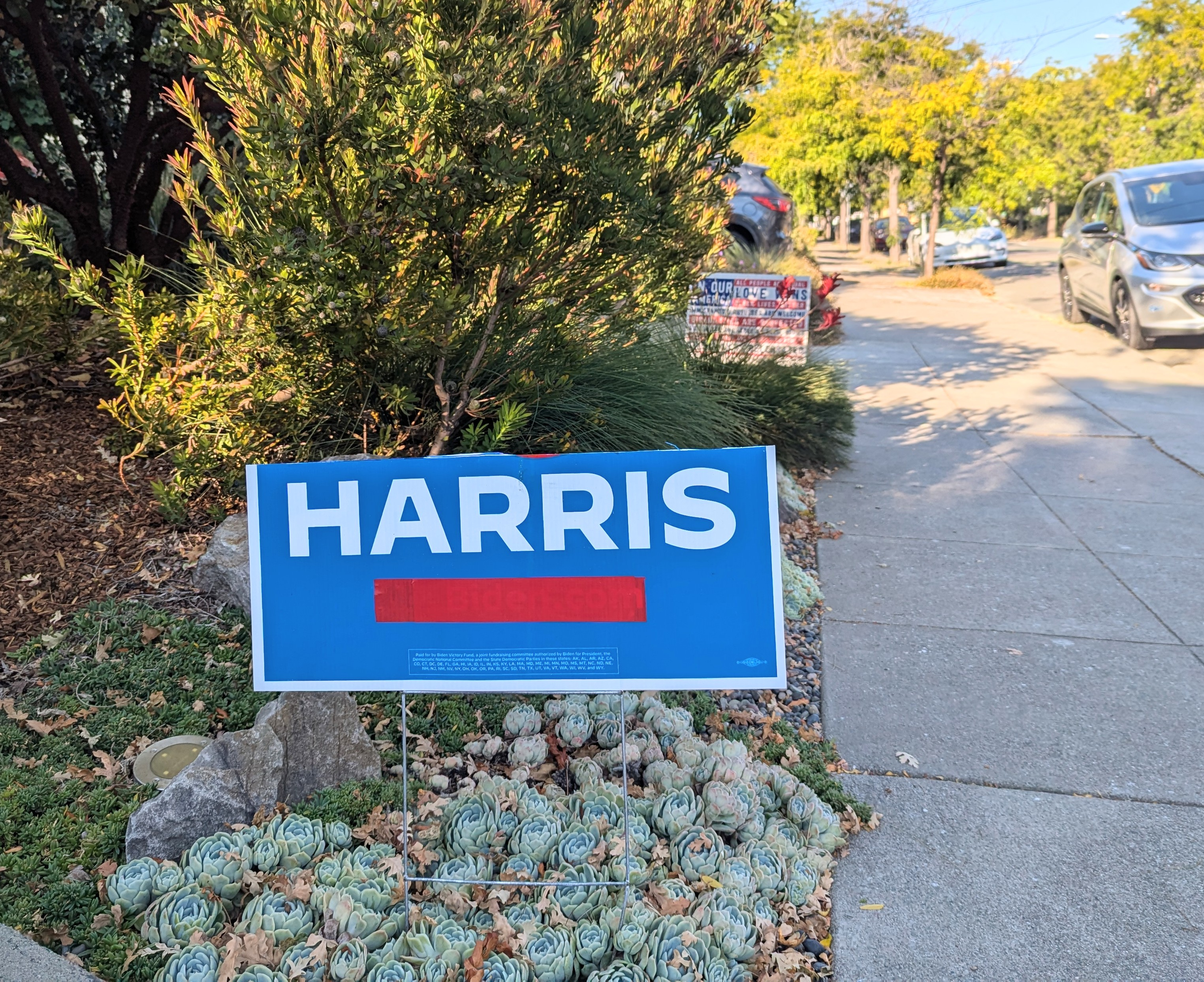
Egy félbevágott Biden–Harris kampánytábla egy kaliforniai kertben, Biden visszalépésének másnapján, az elnök neve már eltávolítva

Július 3-ra Harris egy komoly opcióként szerepelt a demokrata vezetőség köreiben, mint Biden utódja. Nem mindenki örült a lehetőségnek, a reakciók „elfogadástól kezdve, félelmen át beletörődésig” terjedtek. Harris önmaga védte Biden teljesítményét a vitán, azt nyilatkozva, hogy ugyan nem volt az elnök legjobb pillanata, a „választás végkimenetelét nem döntheti el egy nap júniusban.” Ennek ellenére a hozzá közel állók elkezdtek azon dolgozni, hogy hogyan lehetne gyorsan a demokrata jelöltté nevezni, ha Biden visszalép. A 2024-es Republikánus Nemzeti Gyűlés közben gyakran beszédek célpontja volt, a kormányra „Biden–Harris-elnökség” néven hivatkoztak. Július 17-én Donald Trump kampánya nem volt hajlandó elfogadni egy dátumot az alelnöki vitára Harris és J. D. Vance között, azt nyilatkozva, hogy nem volt egyértelmű, ki lesz a demokraták alelnökjelöltje.
Július 18-án a The Hill információi szerint Biden nagy bejelentést tervezett tenni az azt követő napokban és, hogy a kongresszusi demokraták Harrist várták, mint a következő jelölt. Ebben az időszakban közvélemény-kutatások szerint a legtöbb demokrata szavazó nem volt biztos a párt képességében, hogy legyőzzék Trumpot. Július 19-re demokraták elkezdték tervezni, hogy Harris hogy nyerhetné meg a választást, de Gretchen Whitmer és Josh Shapiro is opciók voltak. A demokraták által mutatott nyomás következtében Biden július 21-én visszalépett, Harrist nevezve utódjának.

## Történelmi jelentősége
- Harris az első színesbőrű nő, akit elnöknek jelölt az egyik nagy párt. Hillary Clinton után pedig a második nagypárti női jelölt.[35]
- Az első demokrata elnök-, és alelnökjelölt az ország nyugati oldaláról.[36][37]
- Azzal, hogy 15 nappal kampánya bejelentése után hivatalosan is elnökjelölt lett, Harrisé a legrövidebb sikeres nagypárti kampány az ország történetében.[38]
- Az első demokrata elnök-, és alelnökjelölt az ország nyugati oldaláról.[36][37]

## Kampány
Július 22-én Harris megkapott elég delegáltat, hogy a feltételezett jelölt legyen. Ugyan ez nem kötelezi a delegáltakat, hogy tényleg rá szavazzanak a Nemzeti Gyűlésen, nagy a valószínűsége, hogy megválasztják.

### Bejelentés
2024. július 21-én Harris bejelentette, hogy el fog indulni a demokrata jelöltségért, és a Biden for President bizottság kérte a szervezet átnevezését Harris for Presidentre a Szövetségi Választási Bizottságtól.

### Adományok
Biden visszalépése napján a demokrata ActBlue platform több, mint 50 millió dolláros forgalmat látott, ami Ruth Bader Ginsburg 2020-as halála óta a legsikeresebb napja volt a szervezetnek. Harris jelöltségének első 24 órájában az elnökségi kampányba 81 millió dollárt fektettek hozzájárulók, ami rekordnak számít. Harris végül több, mint egymilliárd dollár adományt kapott mindössze négy hónap alatt, mely rekordnak számít. Ennek ellenére mégis vereséget szenvedett, és a kampány húszmillió dolláros adósságot halmozott fel.

### Kampányesemények
Első kampányeseményét Harris július 23-án rendezte, a West Allis Central Középiskola tornatermében, Milwaukee (Wisconsin) külvárosi területén, ahol egy héttel korábban a Republikánus Nemzeti Gyűlést tartották. Biden kampányát is beleértve a 2024-es demokrata ciklus legnagyobb nézőseregét vonzotta be.
Harris Beyoncé Freedom című dalát használja a kampány hivatalos számaként, az engedélyt az első esemény napján kapták meg a Parkwood Entertainmenttől, a kampányidőszak egészére.

#### Lista
Ez a lista csak olyan eseményeket tartalmaz, amelyeken a jelölt beszédet mondott, kisebb megállókat, látogatásokat nem.
| Dátum                | Város                             | Helyszín                               | Fontos vendégek | Nézőszám         | For.                 |
| -------------------- | --------------------------------- | -------------------------------------- | --- | ---------------- | -------------------- |
| 2024. július 23.     | West Allis, Wisconsin             | Central High School                    | Tony Evers, Tammy Baldwin, Josh Kaul, Sarah Godlewski, Ben Wikler                                                      | ~3000            | [ 49 ] [ 50 ]        |
| 2024. július 30.     | Atlanta, Georgia                  | Georgia State Convocation Center       | Megan Thee Stallion, Stacey Abrams, Jon Ossoff, Raphael Warnock, Quavo                                                 | ~8000            | [ 51 ] [ 52 ] [ 53 ] |
| 2024. augusztus 6.   | Philadelphia, Pennsylvania        | Liacouras Center, Temple Egyetem       | Tim Walz, Josh Shapiro, Bob Casey, John Fetterman, Cherelle Parker                                                     | ~14 000          | [ 53 ] [ 54 ]        |
| 2024. augusztus 7.   | Eau Claire, Wisconsin             | Eau Claire Event District              | Tim Walz | ~12 000          | [ 55 ] [ 56 ]        |
| 2024. augusztus 8.   | Detroit, Michigan                 | Detroit Metropolitan repülőtér         | Tim Walz, Gretchen Whitmer, Shawn Fain                                                                                 | ~15 000          | [ 57 ] [ 58 ]        |
| 2024. augusztus 9.   | Glendale, Arizona                 | Desert Diamond Arena                   | Tim Walz, Ruben Gallego, Mark Edward Kelly, Gabby Giffords                                                             | 15–20 000        | [ 59 ]               |
| 2024. augusztus 10.  | Las Vegas, Nevada                 | Las Vegas-i Egyetem                    | Tim Walz, Dina Titus, Steven Horsford, Susie Lee                                                                       | ~12 000          | [ 60 ] [ 61 ]        |
| 2024. augusztus 15.  | Largo, Maryland                   | Prince George Közösségi Főiskola       | Joe Biden | ~2300            | [ 62 ]               |
| 2024. augusztus 16.  | Raleigh, Észak-Karolina           | Wake Tech Közösségi Főiskola           | Nincs információ | ~250             | [ 63 ] [ 64 ]        |
| 2024. augusztus 20.  | Milwaukee, Wisconsin              | Fiserv Forum                           | Tim Walz, DJ Shawna | ~18 000          | [ 65 ]               |
| 2024. augusztus 22.  | Chicago, Illinois                 | United Center                          | A Demokrata Nemzeti Gyűlés részeként                                                                                   | teltház          | [ 66 ]               |
| 2024. augusztus 29.  | Savannah, Georgia                 | Enmarket Arena                         | Derrick Mallow, Edna Jackson, Van Johnson                                                                              | 5000<            | [ 67 ]               |
| 2024. szeptember 2.  | Detroit, Michigan                 | Northwestern Középiskola               | Debbie Stabenow, Elissa Slotkin, Dana Nessel, Gretchen Whitmer                                                         | teltház          | [ 68 ]               |
| 2024. szeptember 2.  | Pittsburgh, Pennsylvania          | IBEW                                   | Joe Biden | Nincs információ | [ 69 ]               |
| 2024. szeptember 4.  | North Hampton, New Hampshire      | Throwback Brewery                      | Nincs információ | „ezrek”          | [ 70 ]               |
| 2024. szeptember 12. | Charlotte, Észak-Karolina         | Bojangles Colisuem                     | Roy Cooper, Josh Stein                                                                                                 | 7500             | [ 71 ] [ 72 ]        |
| 2024. szeptember 12. | Greensboro, Észak-Karolina        | Greensboro Coliseum                    | Roy Cooper, Josh Stein, Brothers Osborne, Nancy Vaughan                                                                | 17 000<          | [ 72 ] [ 73 ]        |
| 2024. szeptember 13. | Wilkes-Barre, Pennsylvania        | Wilkes Egyetem                         | Josh Shapiro, Bob Casey, George Brown, Mary Grace Vidal                                                                | 4100             | [ 74 ]               |
| 2024. szeptember 19. | Oakland megye, Michigan           | Nincs információ                       | Oprah Winfrey, Meryl Streep, Julia Roberts, Bryan Cranston, Chris Rock, Ben Stiller, Jennifer Lopez, Tracee Ellis Ross | Stúdióban        | [ 75 ]               |
| 2024. szeptember 20. | Atlanta, Georgia                  | Cobb Energy Performing Arts Center     | Nincs információ | Nincs információ | [ 76 ]               |
| 2024. szeptember 20. | Madison, Wisconsin                | Alliant Energy Center                  | Bill Carrol | 10 000           | [ 77 ]               |
| 2024. szeptember 25. | Pittsburgh, Pennsylvania          | Carnegie Mellon Egyetem                | Nincs információ | Nincs információ | [ 78 ]               |
| 2024. szeptember 28. | Douglas, Arizona                  | Cochise Főiskola                       | Mark Kelly, Kris Mayes, Donald Huish, Tori Verber Salazar                                                              | 300<             | [ 79 ]               |
| 2024. szeptember 29. | Las Vegas, Nevada                 | Expo at World Market                   | Susie Lee | ~7500            | [ 80 ] [ 81 ]        |
| 2024. október 3.     | Ripon, Wisconsin                  | Little White Schoolhouse               | Liz Cheney | Nincs információ | [ 82 ]               |
| 2024. október 4.     | Detroit, Michigan                 | Nincs információ                       | Nincs információ | Nincs információ | [ 83 ]               |
| 2024. október 4.     | Flint, Michigan                   | Dort Financial Center                  | Gretchen Whitmer, Magic Johnson, Elissa Slotkin, Shawn Fain                                                            | Nincs információ | [ 84 ] [ 85 ]        |
| 2024. október 10.    | Phoenix, Arizona                  | Rawhide Event Center                   | Nincs információ | ~6000            | [ 86 ] [ 87 ]        |
| 2024. október 13.    | Greenville, Észak-Karolina        | Kelet-karolinai Egyetem                | Nincs információ | ~7000            | [ 88 ]               |
| 2024. október 14.    | Erie, Pennsylvania                | Erie Insurance Arena                   | John Fetterman | ~9000            | [ 89 ] [ 90 ]        |
| 2024. október 16.    | Washington Crossing, Pennsylvania | Washington Crossing Historic Park      | Adam Kinzinger, más republikánusok                                                                                     | Nincs információ | [ 91 ]               |
| 2024. október 17.    | La Crosse, Wisconsin              | La Crosse Recreational Eagle Center    | Mark Cuban | Nincs információ | [ 92 ] [ 93 ]        |
| 2024. október 17.    | Green Bay, Wisconsin              | Resch Expo                             | Jim Ridderbush, Kristin Lyerly                                                                                         | ~4000            | [ 93 ]               |
| 2024. október 18.    | Grand Rapids, Michigan            | Riverside Park                         | Hillary Scholten, Debbie Stabenow, Gretchen Whitmer                                                                    | „ezrek”          | [ 94 ] [ 95 ]        |
| 2024. október 18.    | Lansing, Michigan                 | GM Grand River Assembly                | Nincs információ | Nincs információ | [ 94 ] [ 96 ]        |
| 2024. október 18.    | Waterford Township, Michigan      | Oakland Expo Center                    | – | „százak”         | [ 97 ]               |
| 2024. október 19.    | Detroit, Michigan                 | Western Középiskola                    | Lizzo, Elissa Slotkin                                                                                                  | Nincs információ | [ 94 ] [ 97 ]        |
| 2024. október 19.    | Atlanta, Georgia                  | Lakewood Amphitheatre                  | Usher | Nincs információ | [ 98 ]               |
| 2024. október 24.    | Atlanta, Georgia                  | James R. Hallford Stadion              | Barack Obama, Bruce Springsteen, Tyler Perry, Spike Lee, Samuel L. Jackson                                             | 20 000<          | [ 99 ] [ 100 ]       |
| 2024. október 25.    | Houston, Texas                    | Shell Energy Stadion                   | Beyoncé Knowles, Kelly Rowland, Willie Nelson, Colin Allred                                                            | 30 000           | [ 101 ] [ 102 ]      |
| 2024. október 26.    | Kalamazoo, Michigan               | Wings Event Center                     | Michelle Obama, Garlin Gilchrist, Gary Peters                                                                          | „ezrek”          | [ 103 ] [ 104 ]      |
| 2024. október 27.    | Philadelphia, Pennsylvania        | Alan Horwitz Center                    | Cherelle Parker, Kerry Washington, Leonardo DiCaprio                                                                   | Nincs információ | [ 105 ] [ 106 ]      |
| 2024. október 28.    | Ann Arbor, Michigan               | Burns Park                             | Tim Walz, Maggie Rogers                                                                                                | „ezrek”          | [ 107 ]              |
| 2024. október 30.    | Raleigh, Észak-Karolina           | Coastal Credit Union Music Park        | Roy Cooper, Josh Stein                                                                                                 | „százak”         | [ 108 ]              |
| 2024. október 30.    | Harrisburg, Pennsylvania          | Pennsylvania Farm Expo                 | – | „ezrek”          | [ 109 ]              |
| 2024. október 30.    | Madison, Wisconsin                | Alliant Energy Center                  | Mumford & Sons, Gracie Abrams, Remi Wolf, The National                                                                 | 13 000<          | [ 110 ] [ 111 ]      |
| 2024. október 31.    | Phoenix, Arizona                  | Stick Resort Amphitheater              | Los Tigres Del Norte                                                                                                   | 5000             | [ 112 ] [ 113 ]      |
| 2024. október 31.    | Reno, Nevada                      | Reno Events Center                     | Nincs információ | 6000             | [ 114 ]              |
| 2024. október 31.    | Las Vegas, Nevada                 | Ranch Regional Park                    | Jennifer Lopez, Maná                                                                                                   | Nincs információ | [ 112 ]              |
| 2024. november 1.    | Janesville, Wisconsin             | Brotherhood of Electrical Workers      | – | 600              | [ 115 ]              |
| 2024. november 1.    | Little Chute, Wisconsin           | Little Chute Középiskola               | – | „százak”         | [ 116 ]              |
| 2024. november 1.    | Milwaukee, Wisconsin              | Wisconsin State Fair Exposition Center | Cardi B, Flo Milli, Glorilla, The Isley Brothers, MC Lyte                                                              | 13 000<          | [ 117 ] [ 118 ]      |
| 2024. november 2.    | Atlanta, Georgia                  | Atlanta Civic Center                   | Spike Lee, Victoria Monét, 2 Chainz, Big Tigger                                                                        | „ezrek”          | [ 119 ] [ 120 ]      |
| 2024. november 2.    | Charlotte, Észak-Karolina         | PNC Music Pavillion                    | Jon Bon Jovi | „ezrek”          | [ 119 ] [ 121 ]      |
| 2024. november 3.    | East Lansing, Michigan            | Michigani Állami Egyetem               | Curtis Hertel, Garlin Gilchrist II, Elissa Slotkin, Kaylin Casper                                                      | 6000             | [ 122 ] [ 123 ]      |
| 2024. november 4.    | Allentown, Pennsylvania           | Muhlenberg Főiskola                    | Fat Joe, Frankie Negron, Matt Tuerk, Susan Wild                                                                        | 3500             | [ 124 ]              |
| 2024. november 4.    | Pittsburgh, Pennsylvania          | Carrie Blast Furnaces                  | Andra Day, Cedric the Entertainer, Katy Perry                                                                          | 15 000           | [ 119 ] [ 125 ]      |
| 2024. november 4.    | Philadelphia, Pennsylvania        | Művészeti Múzeum                       | Oprah Winfrey, Lady Gaga, Ricky Martin, Will. I. Am                                                                    | 30 000           | [ 119 ] [ 126 ]      |
| 2024. november 5.    | Washington                        | Howard Egyetem                         | eredményváró | eredményváró     | [ 119 ]              |

## Politika

### Belpolitika

#### Abortusz
Harris támogatja, hogy országos szinten védve legyen a nők abortuszhoz való joga, amit a Roe kontra Wade (1973) 2022-es visszavonásával (Dobbs kontra Jackson Women’s Health Organization) elvett a Legfelsőbb Bíróság. A Biden-kormány idején gyakran kampányolt az abortuszjogi védelemért.

#### Bevándorlás
Harris bejelentette, hogy ha megválasztják, aláírná a kétpárti bevándorlási törvénycsomagot, amelynek részeként az ország déli határán folytatódna a fal felépítése, amit a Trump-kormány idején kezdtek el, és amit Harris eredetileg ellenzett. Alelnökként Harris 950 millió dollárt fektetett be Közép-Amerikai cégekbe, hogy megoldja a tömeges bevándorlás problémáját, a szegénység beszüntetését célozva. Támogatott egy törvényjavaslatot, ami szerint lezárnák a határt, ha túl sok ember lép be az országba és, ami további pénzügyi támogatást adott volna határvédelemre. Véleménye szerint a bevándorlási rendszer működésképtelen az országban.

#### Éghajlatváltozás
Harris fontosnak tartja az éghajlatváltozás elleni küzdelmet és különösen a szegény közösségek támogatását, akiket a leginkább érinti.

#### Gazdaság
Harris első gazdaságra vonatkozó kampányígérete a borravaló adómentesítése volt. Ezen felül azt is bejelentette, hogy megakadályozná, hogy cégek az élelmiszerek árát túl magasra emeljék. Csökkenteni tervezte több fontos gyógyszer, mint az inzulin árát, illetve több millió amerikai egészségügyi tartozását törölné el. Akár 25 ezer dollárral is támogatna személyeket, akik első házukat vásárolják. Megakadályoznák, hogy befektető cégek házakat és lakásokat vásároljanak, kifejezetten azzal a céllal, hogy később drágábban eladják azokat. Elnöksége alatt a szövetségi kormány három millió ingatlanegység felépítését támogatná. Folytatná ezek mellett a Biden-kormány azon tervének kivitelezését, amely részeként újszölött gyermekes családok további adókedvezményeket kapnának. Gazdasági politikáját a The Washington Post populistának nevezte.

#### LMBT-jogok

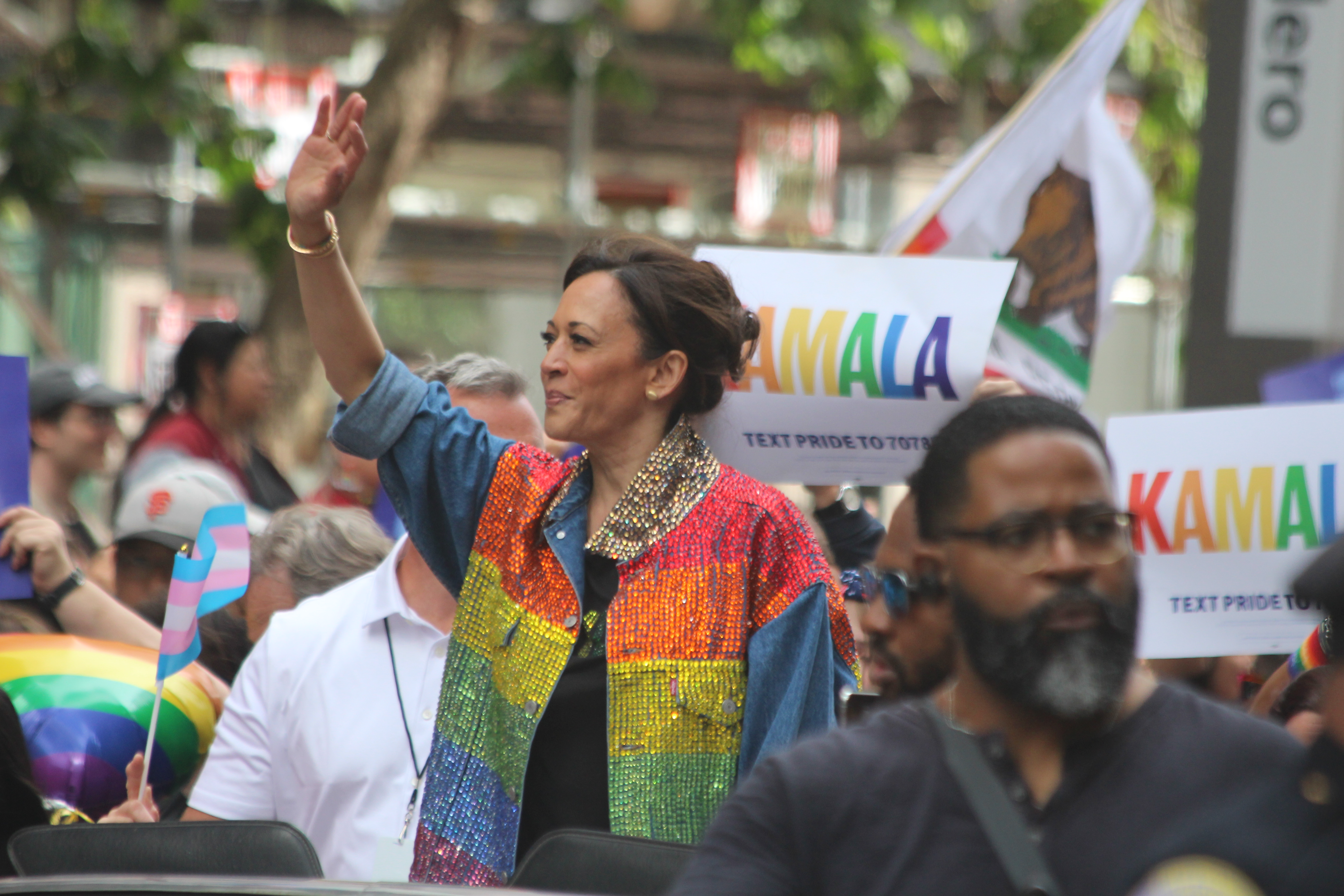
A 2019-es Pride-felvonulás közben, Kaliforniában

Harris az LMBT-mozgalom egyik fontos támogatója. 2022-ben Biden aláírta a Respect for Marriage Act javaslatot, ami minden államot arra kötelez, hogy ismerje el az azonos neműek és fajok közötti házasságokat. Harris beszédet mondott az aláírás ceremóniáján, és Biden neki adta egyik tollát, amit az aláíráshoz használt, annak jeleként, hogy elismerte évekig tartó munkáját a házassági egyenlőség elérésére. 2023-ban Harris meglátogatta a Stonewall Inn kocsmát, és elítélte a transznemű személyek ellen meghozott törvényeket országszerte. 2024 júliusában részt vett egy eseményen Provincetownban, ami az LMBT-közösség egyik fontos városa Massachusetts államban.

### Külpolitika

#### India

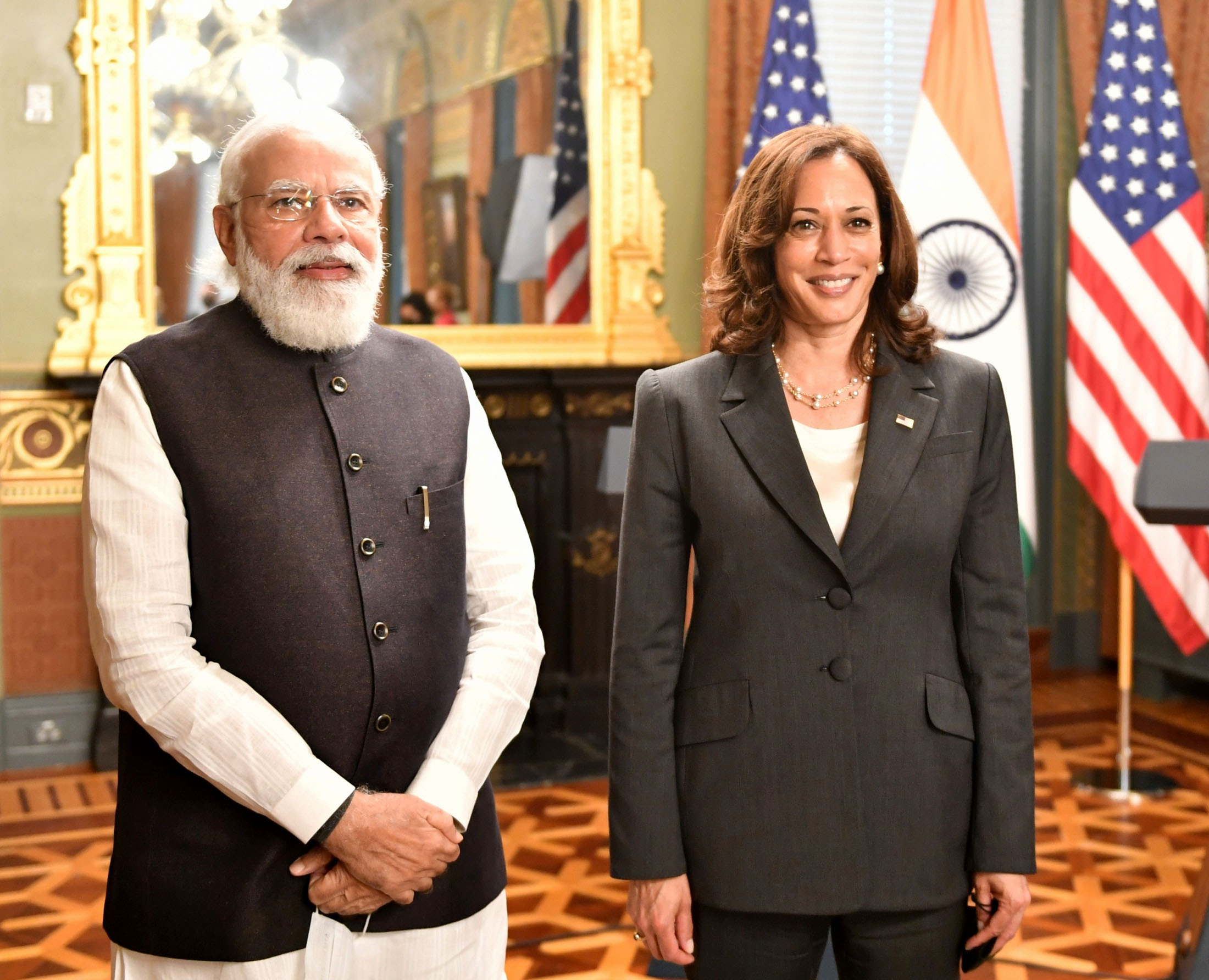
Narendra Modi indiai miniszterelnökkel

2019-ben, mikor Narendra Modi véget vetett Kasmír félautonóm státuszának, Harris kritizálta a döntést. 2023-ban Harris fogadta Modit egy vacsora körében az Egyesült Államokban, és méltatta munkáját.

#### Izrael és Palesztina

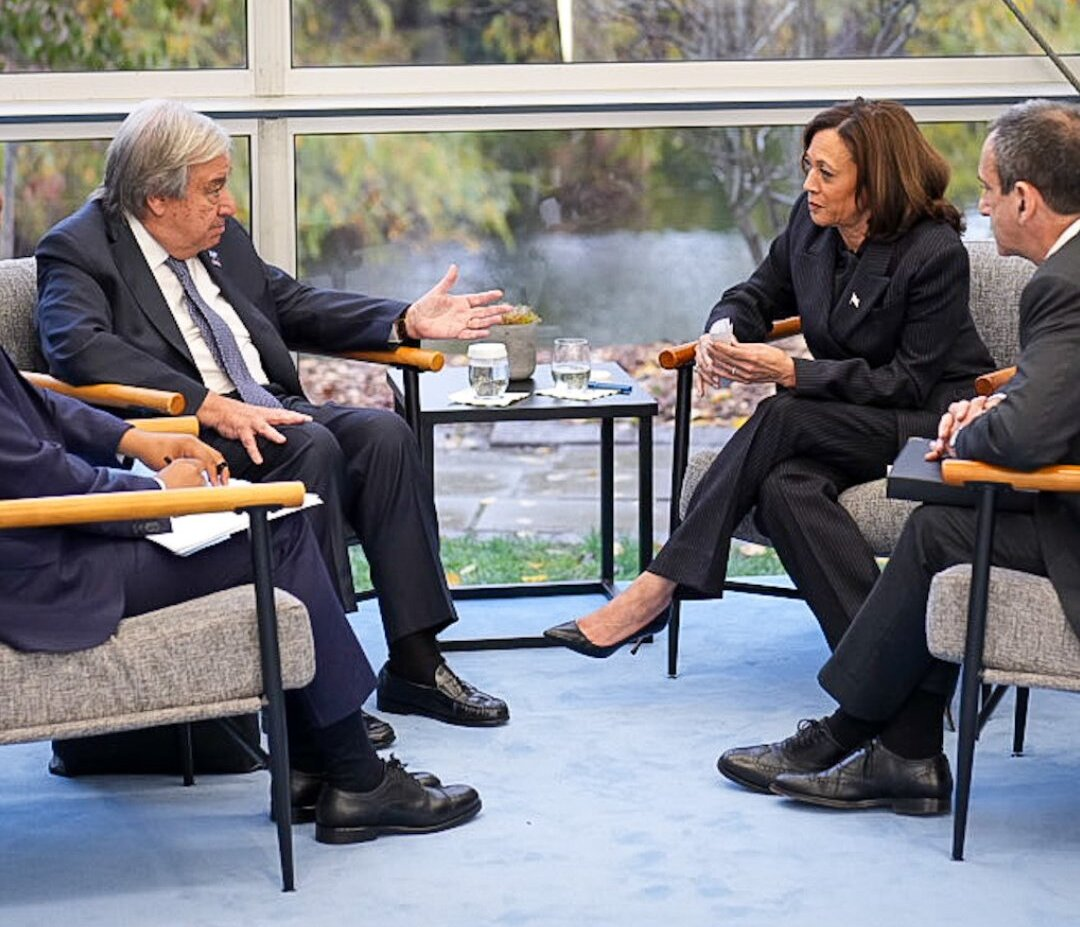
Harris António Guterres ENSZ-főtitkárral, az Izrael–Hamasz-háborúról való tárgyalást követően

Harris a kétállami megoldás támogatója, sokkal inkább együttérző a palesztinok felé, mint Biden, aki magát cionistának nevezte és rég óta fontos támogatója Izraelnek. Ennek ellenére szakértők szerint egy Harris-elnökség alatt nem sokat változna az ország politikája Izraellel kapcsolatban. Az Izrael–Hamász-háborúval kapcsolatban az elvárások szerint Harris folytatná a Biden által megkezdett munkát. A 2023-as támadást követően Harris támogatta Izrael ellentámadását, de azóta kritizálta az országot, amiért humanitárius válságot hozott létre a Gázai övezetben. 2024 márciusában ellenezte Rafah megtámadását, azonnali fegyverszünetre szólította fel Izraelt és kijelentette, hogy a helyzet egy „humanitárius katasztrófa.” A fiatal amerikaiakról, akik Izrael ellen tüntettek az országban, azt mondta, hogy „azt mutatják, aminek az emberi reakciónak kellene lennie,” de elmondta, hogy egyes kijelentéseiket elutasítja, annak ellenére, hogy megérti „az érzelmeket mögöttük.” Egy beszédjében a USA Today szerint „közel állt ahhoz, hogy háborús bűncselekményekkel vádolja Izraelt,” mikor azt nyilatkozta, hogy a konfliktus idején figyelembe kell venni a nemzetközi emberi jogok védelmét. Személyek, akik korábban a Biden-kormányban dolgoztak, megosztották a Politicóval, hogy Harris kevésbé volt elkötelezve az ország Izrael-politikájához, mint Biden és sokan remélték, hogy megváltoztatná azt. Harris ezek mellett nem volt hajlandó részt venni Benjámín Netanjáhú beszédén a Kongresszus előtt július 24-én, hanem egy kampányeseményen vett részt. Ennek ellenére találkozott az izraeli vezetővel. Harris felszólította a miniszterelnököt, hogy vessen véget a palesztinok szenvedésének és hozza haza az izraeli túszokat, egy tűzszünet elérésére koncentrálva. Harris valószínűleg leváltaná a Biden által kinevezett külpolitikai szakértőket.

#### Kína
A 2020-as alelnöki vita közben kritizálta Trump Kína ellen bevezetett tarifáit, azt mondva, hogy a republikánusok elveszítik a kereskedelmi háborút és több ezer állást veszítenek majd amerikaiak ennek következtében.
Harris célja a nyugat gazdasági függőségének csökkentése Kínától. Az elvárások szerint tovább építené az amerikai kapcsolatokat Ázsiában és Óceániában, azzal a céllal, hogy csökkentse Kína gazdasági és katonai hatalmát. Korábban felszólalt az emberjogi sértések ellen Hongkongban és támogatott egy törvényjavaslatot, ami az ujgurok elleni sértéseket is figyelembe vette volna. Támogatja Tajvan önvédelmi jogát és kritizálta Kínát, amiért tengerészete többször is megtámadott Fülöp-szigeteki hajókat a régióban.

#### NATO és Ukrajna

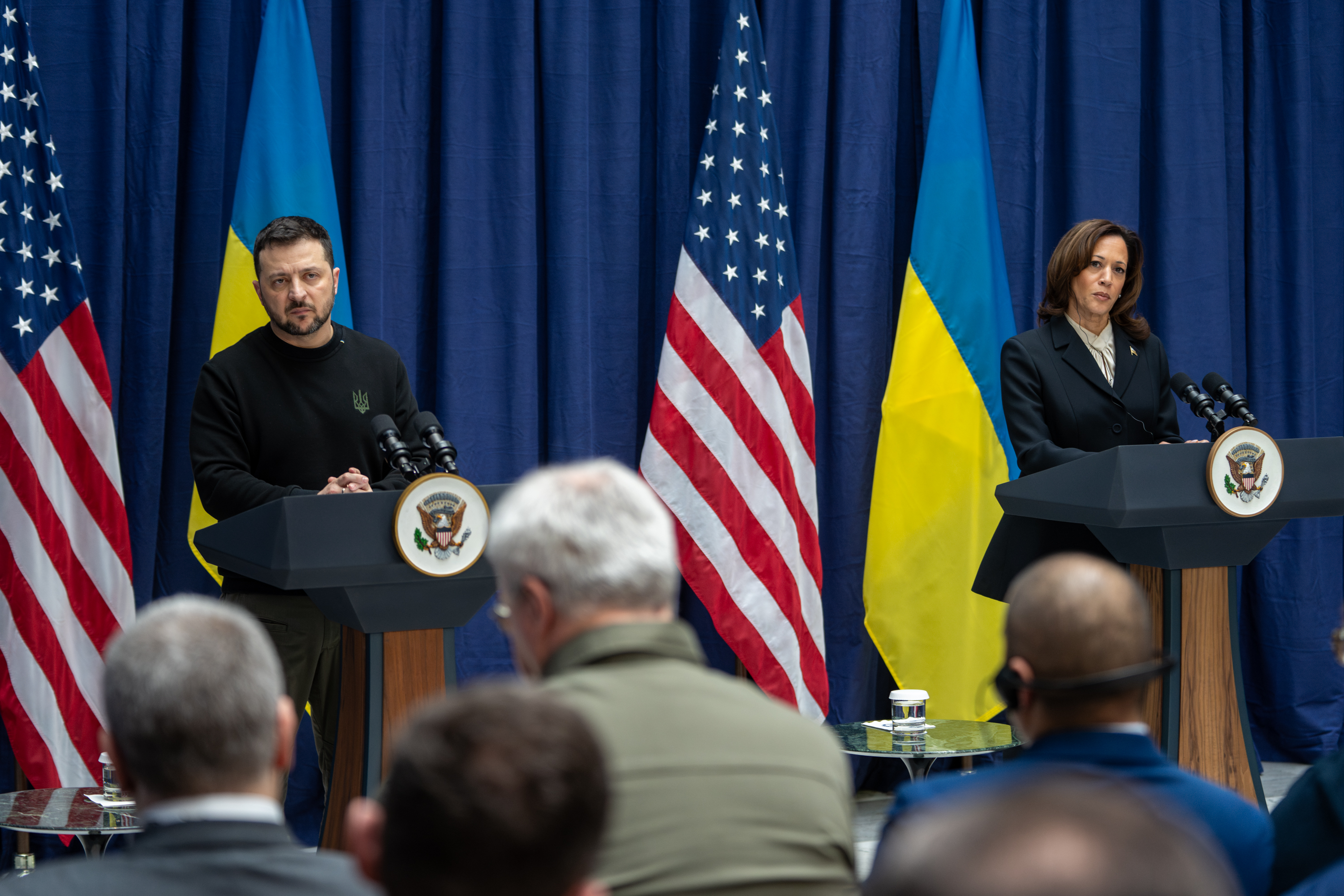
Harris Volodimir Zelenszkij ukrán elnökkel

Harris folytatja Biden politikáját Ukrajnával és a NATO-val kapcsolatban, támogatva mindkettőt Oroszország invázióját követően.

## Republikánus támogatói
Harris kampányát több magas rangú republikánus politikus is támogatja, leginkább a párt Trump-ellenes ágából. Ahogy a kampány közeledett a választás napjához, egyre többen fejezték ki támogatásukat a demokrata alelnök mellett. Ennek fő indoka általában az, hogy sokan Trump ellen fordultak a párt korábbi képviselői közül a január 6-i támadást követően, illetve, hogy az előző választás eredményét alaptalanul megpróbálta megváltoztatni. Sokuk szerint a 45. elnök nagy veszélyt jelent az amerikai demokráciára, például Dick Cheney korábbi alelnök is kijelentette, hogy még soha nem volt egy személy annyira veszélyes, mint Trump. Ezek mellett fontos szerepet játszanak a Nikki Haley jelöltségét támogató republikánusok is, akik közül sokan kijelentették, hogy Harrisre fognak szavazni.
Harrist támogató republikánusok:
- Dick Cheney, az Egyesült Államok alelnöke (2001–2009), az Egyesült Államok védelmi minisztere (1989–1993), az Egyesült Államok Képviselőházának korábbi tagja (1979–1989).[155]
- Liz Cheney, az Egyesült Államok Képviselőházának korábbi tagja (2017–2023)[153]
- Rod Chandler, az Egyesült Államok Képviselőházának korábbi tagja[153]
- Tom Coleman, az Egyesült Államok Képviselőházának korábbi tagja[153]
- Geoff Duncan, Georgia alkormányzója (2019–2023)[153]
- Jim Edgar, Illinois kormányzója (1991–1999)[153]
- Dave Emery, az Egyesült Államok Képviselőházának korábbi tagja[153]
- Jeff Flake, az Egyesült Államok szenátora Arizona államból (2013–2019)
- Wayne Gilchrest, az Egyesült Államok Képviselőházának korábbi tagja[153]
- John Giles, Mesa (Arizona) polgármestere[153]
- Alberto Gonzales, az Egyesült Államok főügyésze (2005–2007)[154]
- Jim Greenwood, az Egyesült Államok Képviselőházának korábbi tagja[153]
- Stephanie Grisham, Fehér Ház-i tanácsadó Trump elnöksége idején[153]
- Chuck Hagel, az Egyesült Államok védelmi minisztere (2013–2014)[153]
- Reed Howard, a Fiatal Republikánusok Harrisért elnöke[153]
- Cassidy Hutchinson, Trump egyik tanácsadója, a Fehér Ház kabinetfőnökének első számú tanácsadója[156]
- Adam Kinzinger, az Egyesült Államok Képviselőházának korábbi tagja[153]
- John LeBoutillier, az Egyesült Államok Képviselőházának korábbi tagja[153]
- Ray LaHood, az Egyesült Államok közlekedési minisztere (2009–2013)[153]
- Jimmy McCain, John McCain fia[153]
- Susan Molinari, az Egyesült Államok Képviselőházának korábbi tagja[153]
- John Negroponte, a Nemzeti Hírszerzés elnöke (2005–2007), az Egyesült Államok helyettes külügyminisztere (2007–2009)[154]
- Ronald Reagan kabinetje[154]
- Denver Riggleman, az Egyesült Államok Képviselőházának korábbi tagja[153]
- Jack Quinn, az Egyesült Államok Képviselőházának korábbi tagja[153]
- Anthony Scaramucci, a Fehér Ház kommunikációs igazgatója[154]
- Claudine Schneider, az Egyesült Államok Képviselőházának korábbi tagja[153]
- Christopher Shays, az Egyesült Államok Képviselőházának korábbi tagja[153]
- Peter Smith, az Egyesült Államok Képviselőházának korábbi tagja[153]
- Alan Steelman, az Egyesült Államok Képviselőházának korábbi tagja[153]
- David Trott, az Egyesült Államok Képviselőházának korábbi tagja[153]
- Olivia Troye, Fehér Ház-i tanácsadó Trump elnöksége idején[153]
- Chris Vance, Washington állami szenátora, a Washingtoni Republikánus Párt elnöke[153]
- Joe Walsh, az Egyesült Államok Képviselőházának korábbi tagja[153]
- William Webster, a CIA (1987–1991) és az FBI (1978–1987) igazgatója, a Honvédelmi Tanácsadói Bizottság elnöke (2005–2020)[154]
- Bill Weld, Massachusetts kormányzója (1991–1997)[153]
- Christine Whitman, New Jersey kormányzója (1994–2001)[153]

Trumpra nem szavazó republikánusok
- Mark Esper, az Egyesült Államok védelmi minisztere (2019–2020)
- Mike Pence, az Egyesült Államok alelnöke (2017–2021)[153]
- Mitt Romney, az Egyesült Államok szenátora Utah államból (2019–), Massachusetts kormányzója (2003–2007), 2012-es republikánus elnökjelölt[153]
- Paul Ryan, az Egyesült Államok képviselőházi elnöke (2015–2019)[157]

## Közvélemény-kutatások
| Forrás                                                         | Dátum               | Frissítve         | Harris | Trump | Más/ Nem döntött | Előny        |
| -------------------------------------------------------------- | ------------------- | ----------------- | ------ | ----- | ---------------- | ------------ |
| Race to the WH                                                 | 2024. október 31-ig | 2024. október 31. | 48,9%  | 47,2% | 3,9%             | Harris +1,7% |
| Cook Political Report                                          | 2024. október 31-ig | 2024. október 31. | 48,6%  | 47,7% | 3,7%             | Harris +0,9% |
| Decision Desk HQ/The Hill                                      | 2024. október 31-ig | 2024. október 31. | 48,1%  | 47,7% | 4,2%             | Harris +0,4% |
| 270toWin                                                       | 2024. október 31-ig | 2024. október 31. | 48,4%  | 47,2% | 4,4%             | Harris +1,2% |
| 538 Archiválva 2024. május 17-i dátummal a Wayback Machine-ben | 2024. október 30-ig | 2024. október 31. | 47,9%  | 46,8% | 5,3%             | Harris +1,1% |
| Silver Bulletin                                                | 2024. október 29-ig | 2024. október 31. | 48,5%  | 47,4% | 4,1%             | Harris +1,1% |
| Átlag                                                          | Átlag               | Átlag             | 48,4%  | 47,3% | 4,3%             | Harris +1,1% |
| Eredmény                                                       | Eredmény            | Eredmény          | 48,3%  | 49,8% | 1,9%             | Trump +1,5%  |